# Carcarañá
Carcarañá – miasto w Argentynie w prowincji Santa Fe.
W 2010 roku miasto liczyło 16,2 tys. mieszkańców.